# Шмихел (Лашко)
Шмихел (словен. Šmihel) — поселення в общині Лашко, Савинський регіон, Словенія. Висота над рівнем моря: 428 м.